# الإمساك عند الأطفال
يعتبر الإمساك عند الأطفال مشكلة شائعة يعاني منها معظم الأطفال، يعاني الطفل المصاب بالإمساك من حركات أمعاء نادرة أو براز صلب جاف.
إذ تشمل الأسباب الشائعة التدريب المبكر على استخدام الحمام والتغييرات في النظام الغذائي. ولحسن الحظ، تكون معظم حالات الإمساك عند الأطفال مؤقتة.
إن تشجيع الطفل على إجراء تغييرات بسيطة على نظامه الغذائي — كتناول المزيد من الفواكه والخضار الغنية بالألياف وشرب المزيد من السوائل — كفيل بأن يقطع شوطًا طويلاً نحو التخفيف من الإمساك. كما يمكن استخدام بعض الأدوية بوصفة من الطبيب.
هناك تباين كبير في معدلات الإمساك حسب ما ذكرته الأبحاث في مختلف البلدان. حيث يعاني حوالي 3% من الأطفال من الإمساك، ويصاب الأطفال الذكور والإناث بشكل متساوي. ويمثل الإمساك حوالي 5% من زيارات أطباء الأطفال العامة 25% من زيارات أخصائي أمراض الجهاز الهضمي للأطفال.

## الأعراض
تشخيص الإمساك لدى الأطفال الذين تقل أعمارهم عن 4 سنوات عندما يكون لدى الطفل 2 أو أكثر من الأعراض التالية لمدة شهر على الأقل، وبالنسبة للأطفال الأكبر من 4 سنوات، يجب أن يكون هناك 2 من هذه الأعراض لمدة شهرين على الأقل:
- إخراج الفضلات أقل من ثلاث مرات أسبوعيا.
- البراز الصلب والجاف والصعب إخراجه.
- براز ذي قطر كبير يمكن أن يؤدي لانسداد المرحاض.
- الشعور بألم أثناء التغوط.
- ألم في البطن.
- آثار من البراز السائل أو الشبيه بالصلصال في الملابس الداخلية لطفلك؛ علامة على تراكم البراز في المستقيم.
- دم على سطح البراز الصلب.
- قيام الطفل ببعض الحركات التي قد تدلّ على حبسه للبراز مثل؛ الوقوف على أطراف الأصابع أو القبض على عضلات الأرداف.
- الشعور بامتلاء البطن وانتفاخه.

## الأسباب
يحدث الإمساك بصفة أكثر شيوعًا عندما تتحرك الفضلات أو البراز ببطء شديد خلال الجهاز الهضمي؛ مما يسبب صلابة البراز وجفافه.
قد تسهم العديد من العوامل في الإمساك لدى الأطفال، ومنها:
- الحصر: يمكن أن يتجاهل طفلك الحاجة إلى التبرز لخوفه من الحمام، أو لعدم رغبته في التوقف عن اللعب. يحصر بعض الأطفال عندما يكونون بعيدين عن المنزل نتيجة لعدم ارتياحهم لاستخدام الحمامات العامة. كما يمكن أن تؤدي عمليات التبرز المؤلمة الناتجة عن البراز الكبير الصلب إلى الحصر. إذا كانت عملية التبرز مؤلمة، فيمكن أن يجرب طفلك تجنب تكرار الشعور الذي شق عليه.
- مشكلات التدريب على استخدام الحمام: إذا بدأت التدريب على استخدام الحمام مبكرًا للغاية، يمكن أن يثور طفلك ويحصر البراز. إذا ما أصبح التدريب على استخدام الحمام معركة إرادة، يمكن أن يصبح القرار الطوعي بتجاهل الحاجة إلى التبرز عادة غير طوعية صعب تغييرها.
- تغييرات في النظام الغذائي: يمكن أن يؤدي عدم وجود فواكه وخضروات غنيين بالألياف أو سوائل في نظام طفلك الغذائي إلى الإمساك. وتعد إحدى الأوقات الأكثر شيوعًا لإصابة طفلك بالإمساك عندما يتحول من نظام غذائي معتمد على السوائل فقط إلى نظام يحتوي على أطعمة صلبة.
- تغييرات في الروتين: يمكن أن تؤثر أي تغييرات في روتين طفلك— مثل السفر، أو الطقس الحار، أو الإجهاد— في الوظيفة المعوية. كما يكون الأطفال أكثر عرضة لمعاناة الإمساك عندما يبدؤون الذهاب إلى لمدرسة بعيدًا عن المنزل لأول مرة.
- الأدوية: يمكن أن تسهم مضادات اكتئاب محددة وأدوية أخرى متنوعة في حدوث الإمساك.
- الحساسية تجاه لبن الأبقار: يمكن أن تؤدي الحساسية تجاه لبن الأبقار أو استهلاك كمًا كبيرًا من منتجات الألبان (أجبان وألبان الأبقار) إلى الإصابة بالإمساك في بعض الأحيان.
- التاريخ العائلي: يعد الأطفال الذين عانى أفراد من عائلتهم الإمساك أكثر عرضة للإصابة به. يمكن أن يعود ذلك إلى جينات أو عوامل بيئية مشتركة.
- حالات طبية: في أحيان نادرة، يشير الإمساك لدى الأطفال إلى تشوه تشريحي، أو مشكلة أيضية أو هضمية، أو حالة مرضية كامنة أخرى.
- بطء تحرك الطعام خلال الجهاز الهضمي مما يتسبب في تحول البراز من قوام لين إلى صلب وجافة.
- الخوف من الألم الناتج عن محاولة التبرز مما يدفع بالطفل لتجاهل التبرز وبقاء الفضلات لوقت أطول في المستقيم.
  - يتسبب تعليم الطفل في وقت مبكر لكيفية استخدام المرحاض في جعله يكره التبرز لتكون النتيجة الإمساك بسبب الاحتباس القسري.
  - قلة تناول الماء بما يقل عن 5 أكواب يوميًا.
- الأسباب الخلقية : هناك عدد من الأمراض الموجودة عند الولادة يمكن أن تؤدي إلى الإمساك هم : مجموعة غير شائعة مع مرض هيرشبرونغ (HD) كونه الأكثر شيوعا.[4] هو أكثر شيوعا عند الذكور من الإناث، مما يؤثر على 1 من أصل 5000 طفل. في الأشخاص الذين يعانون من HD، تفشل أنواع معينة من الخلايا تسمى «خلايا قمة العصبية» في الانتقال إلى أجزاء من القولون. هذا يسبب عدم قدرة الجزء المصاب من القولون على الانقباض والاسترخاء للمساعدة في دفع حركة الأمعاء. يبقى الجزء المصاب من القولون متقلصا، مما يجعل من الصعب على البراز المرور داخل المستقيم.[5] يجب اثارة القلق بشأن HD عند الطفل الذي لم يقوم بالبراز الأول خلال أول 48 ساعة من الحياة. هناك أيضا حالات شاذة خلقية يمكن أن تؤدي إلى الإمساك، بما في ذلك الإزاحة الأمامية للشرج والشرج الناقص والتضيق ومتلازمة القولون الأيسر الصغيرة، يمكن تشخيص الخلل للشرج في الفحص البدني. هذا المرض يسبب الامساك لأن الموضع غير المناسب للشرج يجعل من الصعب المرور مع حركة الأمعاء.[3] متلازمة القولون الصغيرة اليسرى هي مرض نادر يكون للجانب الأيسر من القولون فيه قطر صغير، مما يجعل من الصعب على البراز المرور. أحد عوامل الخطر لمتلازمة القولون الأيسر الصغيرة هو وجود الأم المصابة بمرض السكري.[3]

## أنواع الإمساك عند الأطفال

### الإمساك مجهول السبب
هو أمر شائع، تعني كلمة مجهولة مجهولة السبب أن العديد من الأطفال تعاني من الإمساك من دون سبب معروف.

### نوبات قصيرة من الإمساك
من الشائع بالنسبة للأطفال والرضع نوبة من الإمساك خفيفة لمدة يوم أو نحو ذلك. هذا قد يستقر بسرعة، وغالبا من دون الحاجة لتلقي العلاج الطبي.

### الإمساك على المدى الطويل
في حوالي 1 من كل 3 أطفال الذين يصابون بالإمساك، تصبح المشكلة أكثر على المدى الطويل (المستمرة). وهذا ما يسمى أيضا الإمساك المزمن مجهول السبب.

### الإمساك بسبب المرض الكامن أو شرط
هذا غير شائع ويقال إن الإمساك يكون ثانوي لهذه المشاكل الأخرى. بعض الأمثلة على الظروف والمشاكل التي يمكن أن تسبب الإمساك هي :
بعض الحالات العصبية
الغدة الدرقية ( قصور الغدة الدرقية )
التليف الكيسي
الأمراض النادرة مع التطور الشاذ في الأمعاء، مثل مرض هيرشسبرونغ
باعتبارها من الآثار الجانبية لبعض الأدوية أن الطفل يجب أن تتخذ لشرط آخر
تشمل أعراض أو علامات القلق التي قد تشير إلى سبب ثانوي ليلي، وتجدر الإشارة إلى هذه لطبيبك، فمن الممكن أيضا أن بعض من هذه الأعراض يمكن أن يعني طفلك هو أكثر ما يرام على محمل الجد:
يجري المرضى (التقيؤ)
فقدان الوزن أو عدم اكتساب الوزن (تزدهر)
تورم البطن
ألم شديد
مشاكل الجهاز العصبي مثل الساقين ضعيفة أو مشلولة
القروح أو تقرحات بالقرب من فتحة الشرج
العطش المفرط
الأعراض البولية – مثل تمرير كميات ضخمة من البول أو تبول مؤلم مع رائحة كريهة للبول
البراز شاحب اللون جدا (خاصة إذا كان البول مظلمة جدا جدا)

## العلامات التحذيرية لظروف أكثر خطورة
وتشمل هذه العلامات الحمراء :-
دم في البراز
تاريخ عائلي من سرطان الأمعاء ومرض التهاب الامعاء مثل التهاب القولون التقرحي ومرض كرون
وجود حمى وانخفاض تعداد الدم
إمساك شديد لا يستجيب للعلاج
فقدان الوزن غير المبرر

## عوامل الخطر
تزداد احتمالية الإصابة بالإمساك لدى الأطفال في الأطفال:
- قليلي الحركة
- الذين لا يأكلون كمية كافية من الألياف
- لا يتناولون قدرًا كافيًا من السوائل
- يتناولون أدوية معينة تشمل بعض مضادات الاكتئاب
- المصابون بحالة طبية تؤثر على الشرج أو المستقيم
- الذين لديهم تاريخ مرضي عائلي للإصابة بالإمساك

## المضاعفات
على الرغم من أن الإمساك في الأطفال يمكن أن يكون حالة غير مريحة، فإنه عادة لا يمثل حالة خطيرة. ومع ذلك، إذا أصبح الإمساك مزمنًا، فقد تتضمن المضاعفات ما يلي:
- الشقوق المؤلمة في الجلد المحيط بفتحة الشرج (الشقوق الشرجية)[6]
- تدلي المستقيم، عندما يخرج المستقيم من فتحة الشرج
- حجز البراز
- وهو تجنب التبرز بسبب الشعور بالألم، مما يسبب وجود براز محشور يتجمع في القولون والمستقيم ويحدث تسريب (بداغة)
- البواسير
- فتاق الشرج (المستقيم)
- صداع
- فاتق سري

## الوقاية
للمساعدة في الحد من الإمساك لدى الأطفال:
- قدِّم لطفلك أطعمة تحتوي على نسبة عالية من الألياف. قدِّم لطفلك الكثير من الأطعمة التي تحتوي على نسبة عالية من الألياف، مثل الفاكهة والخضروات والفول والحبوب الكاملة والخبز. إذا لم يكن طفلك معتادًا على النظام الغذائي الغني بالألياف، يمكنك البدء بإضافة عدة غرامات فقط من الألياف يوميًا لمنع الغازات والانتفاخ.
- يمكنك تشجيع طفلك على شرب الكثير من السوائل. في أغلب الأحيان، تعتبر المياه هي الأفضل.
- تعزيز النشاط البدني. يساعد النشاط البدني المنتظم في تحفيز وظيفة الأمعاء الطبيعية.
- يمكن اتباع روتين لاستخدام المرحاض. خصص وقتًا لطفلك بعد الوجبات لاستخدام الحمام. إذا لزم الأمر، قدم لطفلك مسند القدمين حتي يكون مرتاحًا في الجلوس على المرحاض ولديه الدعم الكافي لإخراج البراز.
- ذكر طفلك بالاستجابة إلى نداء الطبيعة. يصبح بعض الأطفال منهمكين في اللعب بحيث يتجاهلون الحاجة الشديدة إلى التبرز. في حالة حدوث هذه التأخيرات في كثير من الأحيان، يمكن لهذه التأخيرات أن تساهم في الإصابة بالإمساك.

راجع الأدوية. إذا كان طفلك يتناول دواءً يسبب الإمساك، فاسأل الطبيب عن خيارات أخرى.

## علاج الإمساك المزمن عند الأطفال
يبدأ علاج الإمساك بتحديد السبب الكامن وراءه، فإذا ما كان ناتجاً عن مرض ما يجب علاج هذا المرض. أمّا النوع الشائع منه الذي يحصل دون سبب معروف فيُعالج باتباع العديد من الطرق كالآتي
1-تغيير غذاء الطفل: وذلك بالحرص على تناوله كميات كافية من الألياف والسوائل، ومن الأطعمة الغنية بالألياف الخضروات، والفواكه، والحبوب، مثل الفاصولياء، والحمص، والعدس، ومن الجدير بالذكر أنّ الأطعمة المحتوية على البروبيوتيك (بالإنجليزية: Probiotics)، مثل اللبن، تحسن من حركة الأمعاء والجهاز الهضمي، وتجدر الإشارة إلى أنّه من الضروري الإكثار من شرب السوائل خصوصاً عند تناول الألياف بكثرة، فقلة السوائل في هذه الحالة قد تزيد الأمر سوءاً، ويجب التقليل من كميات السكر التي يتناولها الطفل، كما يجب عدم الإكثار من تناول الحليب، فقد يساهم ذلك في زيادة الإمساك عند بعض الأطفال.
2-تشجيع الطفل على الذهاب إلى الحمام بشكلٍ منتظم: وذلك من خلال حث الطفل على الذهاب إلى الحمام عند استيقاظه من النوم صباحاً، بالإضافة إلى تعويده على الإخراج بعد فترة قصيرة من تناول كل وجبة من الوجبات.
3-استخدام الأدوية الملينة للبراز (بالإنجليزية: Stool softener): تستخدم هذه الأدوية في علاج الإمساك وإفراغ الأمعاء، وهي آمنة الاستخدام لدى الأطفال، إلا أنّ ذلك يجب أنّ يتم تحت إشراف الطبيب، وفي الحقيقة يمكن إعطاء الأطفال مكملات الألياف التي تصرف دون الحاجة إلى وصفة طبية (بالإنجليزية: Over-the-counter fiber supplements)، مثل دواء ميتاميوسيل (بالإنجليزية: Metamucil)، ودواء سيتروسيل (بالإنجليزية: Citrucel)، مع الحرص على شرب الطفل كميات كبيرة من الماء أيضاً، ومن الأدوية الملينة للبراز أيضاً تحاميل الجليسيرين (بالإنجليزية: Glycerin suppositories).
4-استخدام الملينات (بالإنجليزية: Laxative) أو الحقن الشرجية (بالإنجليزية: Enema): وذلك في حال انسداد الأمعاء جراء تجمّع البراز، ومن هذه الأدوية بولي إيثيلين جلايكول (بالإنجليزية: Polyethylene glycol)، إضافة إلى الزيوت المعدنية (بالإنجليزية: Mineral oil)، وكذلك دواء لاكتولوز (بالإنجليزية: Lactulose)، وهيدروكسيد المغنسيوم (بالإنجليزية: Magnesium hydroxide)، والسنا (بالإنجليزية: Senna)، ودواء بيساكوديل (بالإنجليزية: Bisacodyl)، وتجدر الإشارة إلى أنّه في حال معاناة الطفل من الإمساك الشديد، قد يحتاج إلى الإدخال إلى المستشفى، حينها قد يتم اللجوء إلى أنواع أكثر فاعلية من الحقن الشرجية.
5-تعويد الطفل على شرب كميات كافية من المياه والعصائر الطبيعية يومياً.
6-ترغيب الطفل في الإكثار من تناول الفواكة والخضراوات الطازجة بشكل يومي، وذلك لاحتوائها على كميات كبيرة من الألياف تسهل عملية هضم الغذاء وتسرع حركة الأمعاء
7-تناول بعض المأكولات المفيدة والملينة للأمعاء كالخبز الأسمر، والكورن فلكس، والتمر، الباميا، الكوسا، الحشائش الخضراء كالسبانخ والخبيزة والملوخية فاصوليا خضراء.
8-تناول الشوربات الصحية المفيدة والملينة خلال الوجبات.
9-استخدام جل خاص من الصيدلية يدهن به عند فتحة الشرج يسهل في عملية الإخراج.
10-تجنب الوجبات السريعة والمعجنات والخبز الأبيض والبطاطا المقلية، لأنها تزيد من تفاقم المشكلة
11-حمام دافئ : يمكن إعطاء طفلك الممسك حمام دافئ حتى يقوم يشهر بالاسترخاء، كما أنه يساعد على تحريك الأمعاء في الجسم بسرعة أكبر، وكذلك يساعد على التخلص من الألم والغازات
12-بذور الشمر : بذور الشمر قد تكون مفيدة أيضا في علاج الإمساك عند الأطفال، حيث أنها تشجع حركة العضلات الملساء في الجهاز الهضمي، مما يؤدي إلى هضم صحي والتبرز بشكل طبيعي، والشمر أيضا يمنع الغازات.

## متى يجب استشارة الطبيب؟
إذا لم يكن هناك تفسير واضح لإمساك طفلك، وإذا كان الطفل يعاني من أعراض أخرى مثل ألم البطن المتكرر، أو الحمى، أو القئ، أو الخمول وانخفاض الطاقة، أو إذا استمر الإمساك لفترة طويلة، أي لأكثر من شهر أو شهرين، يجب الاتصال بالطبيب وعرض الطفل عليه، تذكر دائماً أن هناك حالات لا يوجد بديل فيها غير زيارة الطبيب.

## حالة خاصة من الإمساك
هذه الحالة تصيب عادة الرضيع بين الشهر الأول والثالث. تأتي الأم شاكية أن الرضيع لا يتبرز، يمر يومان وثلاثة وأربعة وربما أكثر ولا يخرج البراز. ينتفخ بطن الطفل ويبدأ في البكاء، يصبح متوتراً وعصبياً. بعد أيام يخرج البراز مائعاً وبكميات كبيرة. أحياناً بدايته ربما قاسية بعض الشيء. بعد ذلك يرتاح الطفل وينام، تضع بعض الأمهات في محاولة لمساعدة الطفل، تحميلة غليسيرين أو حتى بعضهن يضع قطعة صابون في الشرج وذلك لمساعدة الطفل المسكين، وينجح ذلك فيخرج البراز بعد دقائق، مما يدل أن البراز متجمع قبل فتحة الشرج تماماً، وقد لاحظنا أن مجرد تحريض الشرج بقطعة قطن مبللة بالزيت وإدخالها قليلاً في الشرج يؤدي إلى التبرز، تستخدم بعض الأمهات عود تنظيف الأذن الذي نهايته قطنية لهذه الغاية.
عموما تنتهي هذه الحالة من الإمساك بعد الشهر الثالث ونادراً ما تستمر إلى بعد ذلك.
إن تغيير نوعية الحليب الصناعي لا يفيد هنا. كذلك إعطاء اللاكتولوز لا يفيد أيضاً لأن الأطفال الذين يرضعون حليباً اصطناعياً أكثر عرضة للإصابة من الذين يتناولون حليب أمهاتهم.

### علاج هذه الحالة يكون
أولاً: شرح الموضوع للأم وإقناعها بأن الحالة طبيعية وتزول مع الوقت.
ثانياً: تحريض الشرج بالوسائل المذكورة سابقاً. في فترات زمنية تقدّرها الأم حسب الطفل ومدى تحمّله لوجود البراز في المستقيم.

## دراسات وأبحاث
أثبتت الدراسات الأمريكية أن الإمساك المزمن لدى الأطفال عادة يظهر عن طريق تراكم براز في أدنى جزء من الأمعاء، عندما يتراكم البراز، فإنها تبدأ بالمرور إلى الجزء الأخير من الأمعاء، الذي يمتد إلى المستقيم، وهذا يرسل رسائل عصبية إلى الدماغ، أنك في حاجة لإفراغ أمعائك، إذا لم يتم تمرير البراز إلى الخارج ثم يتراكم البراز على مستوى أعلى أيضا قبل الوصول إلى المستقيم، في نهاية المطاف، قد يتصلب البراز الكبير ويتراكم في المستقيم، يمتد ويحدث تمددا أكثر بكثير عن المعتاد، مما يؤدي إلى الشعور بي الألم وبالتالي العديد من المشاكل والمضاعفات